# Пхунцо Чоден
Аши Пхунцо Чоден — королева Бутана, супруга Джигме Вангчук, второго короля Бутана, и мать Джигме Дорджи Вангчук, третьего короля Бутана.

## Биография
Пхунцо Чоден родилась в 1911 году во дворце Вандучолинг в семье Чумед Залгно, Дашо Джамьянга, потомка семьи желго Прахара, которая ведёт родословню от одного из сыновей Пемы Лингпы, и Аши Дешо, дочери Аши Йеши Чоден, которая была сестрой первого короля Бутана Угьен Вангчука.
У Чоден было два полнородных брата и две полнородные сестры, а также сводный брат от второго брака её отца:
- Дашо Гонпо Дорджи, Чумед Жалгно
- Аши Пема Дечен (1918—1991)
- Дашо Лам Надо (1920—1989)
- Аши Чими

С раннего возраста Пхунцо Чоден получала традиционное образование, включая уроки по буддизму от известных буддийских лам.
В 1923 году, когда ей было 12 или 14 лет, Пхунцо Чоден выдали замуж за её двоюродного дядю Джигме Вангчука. Это была необычная брачная практика даже по местным нормам брака между кузенами. Тем не менее, этот брак улучшил семейные отношения как внутри королевских ветвей, так и с другими знатными семьями.
26 августа 1926 года Джингме стал королём Бутана, а Чоден, соответственно, королевой, после чего остро встал вопрос о наследнике престола. Меж тем Чоден долго не могла забеременеть, а когда смогла, то родила девочку, которая вскоре умерла. Наконец, 2 мая 1928 года на свет появился будущий третий король Бутана Джигме Дорджи Вангчук.
Чоден позаботилась о том, чтобы её единственный сын выучил английский и хинди ещё в раннем детстве, чтобы подготовить его к растущему участию Бутана в иностранной дипломатии. Больше детей она не имела и сосредоточила свою жизнь на буддизме и государственных делах.
В 1930 году король с королевой отремонтировали храм Курджей-лакханг и установили внутри него статуи восьми проявлений Гуру Ринпоче. Они также способствовали основанию и развитию монастырей Тарпалинг и Ньингмалунг.
В 1932 году король Бутана принял младшую сестру Чоден — Аши Пема Дечен (1918—1991), которой на тот момент было 14 лет, в качестве своей второй жены. Впоследствии Дечен родила мужу четырёх детей.
В 1934 году Чоден сопровождала мужа во время поездки в Калькутту. Всю зиму она посещала гонки, званые обеды, фильмы и импровизированные соревнования по стрельбе из лука. Весной она отправилась в паломничество в Непал.
В 1937 году для неё был построен дворец Domkhar Tashicholing.
В 1952 году, когда она была в Индии, её муж, король Джигме Вангчук, умер от сердечного приступа. Ещё через двадцать лет (в 1972) скончался её единственный сын, король Джигме Дорджи Вангчук. В 1974 году она инициировала строительство мемориального чортена в Тхимпху в его память и для благополучия Бутана.
Пхунцо Чоден умерла 24 августа 2003 года.

## Титулы и награды
- 1911 — 26 августа 1926 года — Аши Пхунцо Чоден.
- 26 августа 1926 года — 30 марта 1952 года : Её Величество Королева Пхунцо Чоден, Королева Бутана.
- 30 марта 1952 года — 21 июля 1972 года : Её Величество Королева Пхунцо Чоден, Королева-мать Бутана.
- 21 июля 1972 года — 24 августа 2003 года : Её Величество Королева Пхунцо Чоден, Королева-бабушка Бутана.

### Награды
- Медаль имени короля Джигме Сингье (2 июня 1974).
- Памятная серебряная юбилейная медаль короля Джигме Сингье (2 июня 1999).